# Місцева державна адміністрація
Місце́ва держа́вна адміністра́ція — місцевий орган державної виконавчої влади в Україні. У межах своїх повноважень здійснює виконавчу владу на території відповідної адміністративно-територіальної одиниці країни (область, район, міста Київ та Севастополь), а також реалізує повноваження, делеговані їй відповідною радою.
В Україні здійснюють діяльність державні адміністрації:
- обласні (24);
- районні (490 районних у областях і АР Крим, 10 районних у Києві, 4 районних у Севастополі);
- міські:
  - Київська міська державна адміністрація
  - Севастопольська міська державна адміністрація

Місцеві державні адміністрації є юридичними особами, розташовані відповідно в обласних і районних центрах, містах Києві та Севастополі.
На будинках, де розміщуються місцеві державні адміністрації, піднімається Державний прапор України.

## Історія
У жовтні 1992 року новопризначений Премʼєр-міністр України Леонід Кучма запропонував запровадити подвійне підпорядкування урядові і Президентові місцевих держадміністрацій. 27 жовтня 1992 року Президент України Леонід Кравчук видав указ про таке підпорядкування.
9 квітня 1999 року Верховна Рада України прийняла закон «Про місцеві державні адміністрації», що відповідно до Конституції України визначив організацію, повноваження та порядок діяльності місцевих державних адміністрацій.

## Основні завдання
Місцеві державні адміністрації в межах відповідної адміністративно-територіальної одиниці забезпечують:
- виконання Конституції, законів України, актів Президента України, Кабінету Міністрів України, інших органів виконавчої влади вищого рівня;
- законність і правопорядок, додержання прав і свобод громадян;
- виконання державних і регіональних програм соціально-економічного та культурного розвитку, програм охорони довкілля, а в місцях компактного проживання корінних народів і національних меншин — також програм їх національно-культурного розвитку;
- підготовку та виконання відповідних бюджетів;
- звіт про виконання відповідних бюджетів і програм;
- взаємодію з органами місцевого самоврядування;
- реалізацію інших наданих державою, а також делегованих відповідними радами повноважень.

## Принципи діяльності
Місцеві державні адміністрації діють на засадах:
- відповідальності перед людиною і державою за свою діяльність;
- верховенства права;
- законності;
- пріоритетності прав людини;
- гласності;
- поєднання державних і місцевих інтересів.

## Компетенція
До відання місцевих державних адміністрацій у межах і формах, визначених Конституцією і законами України, належить вирішення питань:
- забезпечення законності, охорони прав, свобод і законних інтересів громадян;
- соціально-економічного розвитку відповідних територій;
- бюджету, фінансів та обліку;
- управління майном, приватизації та підприємництва;
- промисловості, сільського господарства, будівництва, транспорту та зв'язку;
- науки, освіти, культури, охорони здоров'я, фізкультури і спорту, сім'ї, жінок, молоді та неповнолітніх;
- використання землі, природних ресурсів, охорони довкілля;
- зовнішньоекономічної діяльності;
- оборонної роботи та мобілізаційної підготовки;
- соціального захисту, зайнятості населення, праці та заробітної плати.

Місцеві державні адміністрації вирішують й інші питання, віднесені законами до їх повноважень.
Згідно зі статтею 14 Закону України «Про місцеві державні адміністрації» місцеві державні адміністрації здійснюють повноваження місцевого самоврядування, делеговані їм відповідними радами.
Кабінет Міністрів України в межах, визначених законами України, може передавати місцевим державним адміністраціям окремі повноваження органів виконавчої влади вищого рівня, які супроводжуються передачею їм відповідних фінансових та інших ресурсів, потрібних для здійснення переданих повноважень.

## Склад і структура
Склад місцевих державних адміністрацій формують голови місцевих державних адміністрацій. У межах бюджетних асигнувань, виділених на утримання відповідних місцевих державних адміністрацій, їх голови визначають структуру місцевих державних адміністрацій.
Рекомендаційні переліки управлінь, відділів і інших структурних підрозділів місцевих державних адміністрацій, а також типові положення про них затверджуються Кабінетом Міністрів України.

## Посадові особи місцевих державних адміністрацій
Керівники управлінь, відділів і інших структурних підрозділів місцевих державних адміністрацій:
- очолюють відповідні підрозділи;
- несуть персональну відповідальність перед головами відповідних державних адміністрацій за виконання покладених на ці підрозділи завдань;
- призначаються на посаду та звільняються з посади головами відповідних державних адміністрацій за погодженням з органами виконавчої влади вищого рівня в порядку, що визначається Кабінетом Міністрів України.

На посади в місцеві державні адміністрації призначаються громадяни України.
Голови місцевих державних адміністрацій, їх заступники, керівники управлінь, відділів, інших структурних підрозділів місцевих державних адміністрацій не можуть бути Народними депутатами України або суміщати свою службову діяльність з іншою, у тому числі на громадських засадах, крім викладацької, наукової та творчої діяльності у позаробочий час, входити до складу керівного органу чи наглядової ради підприємства чи іншої організації, що має на меті одержання прибутку. Не можуть бути призначені на посади в місцеві державні адміністрації особи, які мають судимість за вчинення умисного злочину, якщо ця судимість не погашена або не знята в установленому законом порядку.

## Особливості діяльності районних державних адміністрацій в Автономній Республіці Крим
Районні державні адміністрації в Автономній Республіці Крим також забезпечують виконання Конституції Автономної Республіки Крим, нормативно-правових актів Верховної Ради Автономної Республіки Крим і рішень Ради міністрів Автономної Республіки Крим.
Рада міністрів Автономної Республіки Крим у межах своїх повноважень спрямовує та контролює діяльність районних державних адміністрацій у АР Крим.
Пропозиції щодо призначення на посаду або звільнення з посади голови районної державної адміністрації в Автономній Республіці Крим вносяться на розгляд Кабінету Міністрів України головою Ради міністрів Автономної Республіки Крим. Призначення першого заступника та заступників голови, а також керівників структурних підрозділів районної державної адміністрації в Автономній Республіці Крим здійснюється головою відповідної районної державної адміністрації за погодженням з відповідними посадовими особами Ради міністрів Автономної Республіки Крим.
Рада міністрів Автономної Республіки Крим має право скасовувати розпорядження голів відповідних районних державних адміністрацій, що суперечать Конституції України, законам України, іншим актам законодавства України, а також нормативно-правовим актам Верховної Ради Автономної Республіки Крим, рішенням Ради міністрів Автономної Республіки Крим, що не суперечать законодавству України.
Представництво Президента України в Автономній Республіці Крим у межах наданих йому повноважень взаємодіє з районними державними адміністраціями в АР Крим.